# بزرگراه آیت الله اشرفی اصفهانی
بزرگراه آیت الله اشرفی اصفهانی با شماره‌گذاری معابر بزرگراه ۵۷ تهران، بزرگراهی شمالی - جنوبی در غرب شهر تهران است که از میدان دوم صادقیه شروع شده و در شمال میدان پونک در تقاطع بلوار سیمون بولیوار (چهاردیواری سابق) به پایان می‌رسد. این بزرگراه به یاد عطاالله اشرفی‌اصفهانی امام جمعه ترور شده کرمانشاه نام‌گذاری شده‌است.
با وجود این که این گذرگاه بزرگراه نامیده شده‌است ولی دارای دو تقاطع بوده و از یک میدان نیز رد می‌شود. یکی از تقاطع‌ها با بلوار مرزداران است و بزرگراه در نیمه راه خود از میدان پونک که در حال حاضر چهارراهی بزرگ است عبور می‌کند. در طول مسیر این بزرگراه از جنوب به شمال از تقاطع خیابان سازمان آب، تقاطع بلوار مرزداران، زیرگذر بزرگراه حکیم، چهارراه باغ فیض، مجموعه تفریحی سرزمین عجایب، زیرگذر بزرگراه همت، میدان پونک، درمانگاه پیامبر و از روی پل بزرگراه هاشمی رفسنجانی می‌گذرد و در نهایت موازی با دره فرحزاد (و خیابان رزمندگان) امتداد یافته و با گذشتن از تقاطع خیابان تختی (خیابان کوهستان)، به بلوار سیمون بولیوار در شمال شهر می‌رسد. بزرگراه اشرفی اصفهانی، نقطه اتصال شمال غرب شهر تهران، به مرکز آن شده‌است، که حجم سفرهای شهری بار ترافیکی زیادی را در این بزرگراه ایجاد می‌کند. از سوی دیگر کم عرض بودن خیابان و همچنین پارک خودرو در معابر از عوامل مؤثر در ایجاد ترافیک است که در همین راستا احداث پارکینگ و ایجاد فضای مناسب برای پارک خودرو در محل‌های منطقه در دستور کار قرار دارد.

## تقاطع ها
| از شمال به جنوب              | از شمال به جنوب                                  | از شمال به جنوب |
| ---------------------------- | ------------------------------------------------ | --------------- |
|                              | بلوار سیمون بولیوار                              |                 |
| BRT 10 ایستگاه اشرفی اصفهانی |                                                  |                 |
|                              | بلوار طالقانی                                    |                 |
| BRT 10 ایستگاه طالقانی       |                                                  |                 |
|                              | بزرگراه هاشمی رفسنجانی بزرگراه آبشناسان          |                 |
| BRT 10 ایستگاه آبشناسان      |                                                  |                 |
|                              | بلوار کمالی                                      |                 |
| BRT 10 ایستگاه پونک          |                                                  |                 |
| میدان پونک                   | بلوار فلاح زاده بلوار میرزا بابایی               |                 |
| BRT 10 ایستگاه مخبری         |                                                  |                 |
|                              | بلوار مخبری خیابان اسلامیان                      |                 |
|                              | بزرگراه همت                                      |                 |
| BRT 10 ایستگاه تیراژه        |                                                  |                 |
| دوربرگردان                   |                                                  |                 |
| BRT 10 ایستگاه باغ فیض       |                                                  |                 |
|                              | بزرگراه حکیم                                     |                 |
|                              | خیابان پیامبر                                    |                 |
|                              | بلوار مرزداران                                   |                 |
| BRT 10 ایستگاه مرزداران      |                                                  |                 |
| BRT 10 ایستگاه مسجد جامع     |                                                  |                 |
|                              | بزرگراه آل احمد                                  |                 |
| BRT 10 ایستگاه سازمان آب     |                                                  |                 |
|                              | خیابان سازمان آب                                 |                 |
| دوربرگردان                   |                                                  |                 |
| میدان دوم صادقیه             | بزرگراه جناح بلوار آیت‌الله کاشانی خیابان ستارخان |                 |
| از جنوب به شمال              |                                                  |                 |

## بزرگراه بودن
با وجود این که این گذرگاه بزرگراه نامیده شده‌است اما، دارای دو تقاطع بوده و از یک میدان نیز رد می‌شود که یکی از تقاطع‌ها با بلوار مرزداران است و بزرگراه در نیمه راه خود از میدان پونک نیز عبور می‌کند.

## مترو
متروی بزرگراه اشرفی اصفهانی در تقاطع بزرگراه اشرفی اصفهانی و بلوار مرزداران قرار دارد، و این ایستگاه مترو اشرفی اصفهانی جزِ خط ۶ مترو تهران است.